# 約翰·李利
約翰·李利（英語：John Lilly，1971年—）是美國風險資本家，目前擔任開放原始碼應用基金會和美國程式碼董事會成員。他擁有史丹佛大學電腦科學的理學士和理學碩士學位，是七項美國專利的共同發明人。
李利從2008年至2010年擔任Mozilla公司的執行長。該公司是Mozilla基金會的子公司，負責協調開發包括Firefox網頁瀏覽器在內的開放原始碼Mozilla網際網路應用程式。曾擔任Mozilla營運長的李利於2008年1月繼任米切爾·貝克擔任執行長。他是Reactivity的共同創始人之一，2007年以1.35億美元的價格出售給思科系統公司。
2010年5月，李利宣布辭去執行長職務。李利職務於2010年11月8日由蓋瑞·科瓦克斯繼任。直到2014年3月，他還是Mozilla董事會的一員。

## 外部連結
- John Lilly's Weblog （页面存档备份，存于）

| 前任者： 米切爾·貝克 | Mozilla公司執行長 2008年1月7日–2010年10月14日 | 繼任者： 蓋瑞·科瓦克斯 |